# Sybra chloropoda
Sybra chloropoda là một loài bọ cánh cứng trong họ Cerambycidae.